# Hydrobaenus tusimolemeus
Hydrobaenus tusimolemeus är en tvåvingeart som beskrevs av Sasa och Suzuki 1999. Hydrobaenus tusimolemeus ingår i släktet Hydrobaenus och familjen fjädermyggor. Inga underarter finns listade i Catalogue of Life.